# 石見村 (鳥取県)
石見村（いわみそん）は、かつて鳥取県日野郡にあった村で、現在の日野郡日南町の一部にあたる。
1959年（昭和34年）4月1日に日野郡伯南町、高宮村、多里村、福栄村と合併し、日野郡日南町となった。

## 沿革
- 1889年（明治22年）10月1日、町村制の施行により、日野郡上石見村、中石見村、下石見村、三吉村が合併して村制施行し、石見村が発足[1]。日野郡福成村と組合村を結成し組合村役場を大字上石見に設置[2]。
- 1912年（大正元年）12月28日 - 日野郡福成村と合併し、石見村が存続[1]。
- 1923年（大正13年）12月1日 - 国鉄伯備北線上石見駅が開業。
- 1946年（昭和21年）8月 - 石見西国民学校火災により全焼。
- 1947年（昭和22年）4月1日 - 石見村立石見中学校開校。
- 1953年（昭和28年）8月8日 - 竜泉寺十一面観音立像が鳥取県指定保護文化財となる。
- 1959年（昭和34年）4月1日 - 日野郡伯南町、高宮村、多里村、福栄村との対等合併により日南町となる[1]。

## 行政
- 石見村役場

## 教育
- 石見村立石見中学校
- 石見村立石見東小学校
- 石見村立石見東小学校花口分校
- 石見村立石見西小学校

## 交通
鉄道
- 日本国有鉄道（現西日本旅客鉄道株式会社)
  - 伯備線　上石見駅